# Драмбаев, Александр Александрович
Алекса́ндр Алекса́ндрович Драмба́ев (укр. Олександр Олександрович Драмбаєв; род. 21 апреля 2001, Запорожье) — украинский футболист, защитник клуба ЛНЗ.

## Биография
Родился в Запорожье, футболом начал заниматься в детско-юношеской школе местного «Металлурга», а в 2018 году перешел в молодежную академию донецкого «Шахтёра».
Выступал за «Шахтёр» в молодёжном чемпионате Украины, но за главную команду дебютировать не удалось. В январе 2021 года отправился в 6-месячную аренду в «Мариуполь». В футболке «приазовцев» дебютировал 14 февраля 2021 в проигранном (0:1) выездном поединке 14-го тура Премьер-лиги Украины против «Александрии». Александр вышел на поле на 82-й минуте, заменив Петра Стасюка. В июле 2021 года аренда игрока была продлена еще на сезон.
В июне 2022 года отправился в аренду в бельгийский клуб «Зюлте-Варегем».

## Достижения
Сборная Украины
- Победитель турнира в Тулоне: 2024